# Park Narodowy Yaigojé Apaporis
Park Narodowy Yaigojé Apaporis (hiszp. Parque nacional natural Yaigojé Apaporis) – park narodowy w Kolumbii położony w departamentach Amazonas i Vaupés. Został utworzony 27 października 2009 roku i zajmuje obszar 10 565,49 km². W 2008 roku obszar parku został zakwalifikowany przez BirdLife International jako ostoja ptaków IBA. Na południowy zachód od niego znajduje się Park Narodowy Cahuinarí, a na południe Park Narodowy Río Puré.

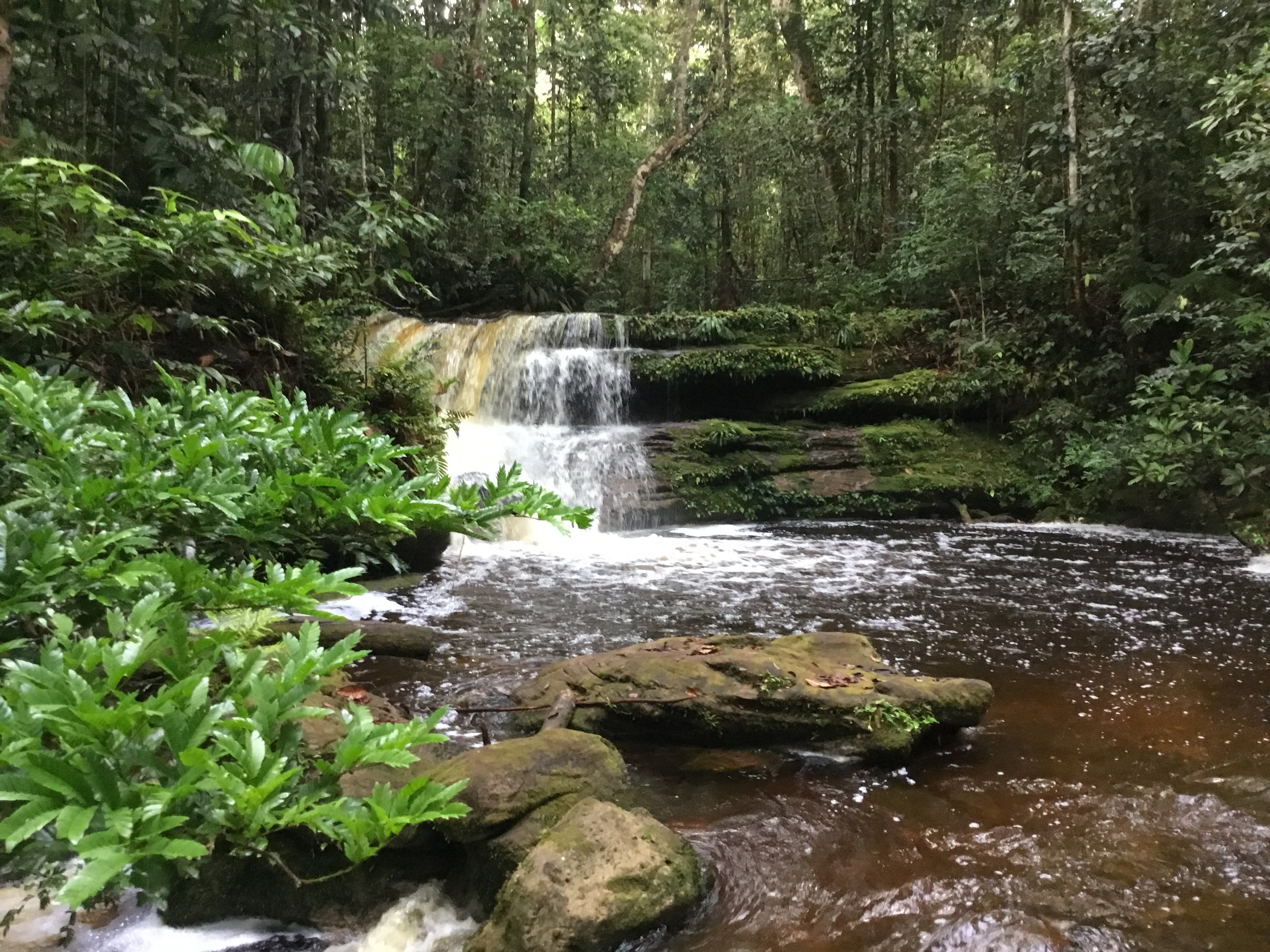
Jeden z potoków na terenie parku

## Opis
Park obejmuje fragment Niziny Amazonki, przy granicy z Brazylią, w dorzeczu rzeki Apaporis. Całą jego powierzchnię pokrywa puszcza amazońska. Lasy nad brzegami jezior i rzek są sezonowo zalewane przez osiem miesięcy w roku (od marca do października). Teren parku pokrywa się w całości z obszarem rezerwatu rdzennej ludności o tej samej nazwie. Zamieszkują go ludy Macuna, Tanimuka, Letuama, Cabiyari, Barazano, Yujup Maku i Yauna. To na ich wniosek powstał park narodowy, aby lepiej chronić ten fragment puszczy. Flora i fauna w parku nie została dokładnie zbadana. 
Średnia roczna temperatura wynosi +27 °C.

## Flora
Flora parku jest typowa dla puszczy amazońskiej. Do tej pory odnotowano tu 1683 gatunki roślin naczyniowych. Rosną tu m.in.: Oenocarpus bataua i Micrandra spruceana. Na terenach zalewowych dominują rośliny z rodzin brezylkowe i wilczomleczowate.
W ostatnich latach odkryto w parku sześć nowych gatunków należących do rodzin kostowcowate, ostrojowate, zaczerniowate, muszkatołowcowate, pieprzowate i sączyńcowate.

## Fauna
Z ssaków występują tu narażone na wyginięcie (VU) wełniak brunatny, mrówkojad wielki i tapir amerykański, a także m.in.: wyjec rudy, ponocnica hałaśliwa, uakari czarnogłowy, Callicebus torquatus, kapucynka białoczelna, kapucynka czubata, sajmiri wiewiórcza, jaguar amerykański, ocelot wielki, puma płowa, tamandua południowa, mrówkojadek jedwabisty, mazama ruda i mazama szara. W rzekach żyje zagrożona wyginięciem (EN) arirania amazońska, a w jeziorze Taraira zagrożone wyginięciem (EN) sotalia amazońska i inia amazońska oraz narażony na wyginięcie (VU) manat rzeczny.
W parku odnotowano 362 gatunki ptaków. Są to narażona na wyginięcie (VU) harpia wielka, a także m.in.: czubacz rdzawosterny, drozdek okularowy, brodziec plamisty, tyran widłosterny, jaskółczak widłosterny, czubacz kędzierzawy, złotopiór żółtodzioby, tukanik żółtolicy, białobrzuszka czarnogłowa, okularek rdzawoczuby, białobrzeżek czarnogłowy, manakin żółtogłowy, bentewi żółtogardły i gnomik obrożny.
Zarejestrowano tu również 79 gatunków gadów, 73 gatunki płazów i 201 gatunków ryb.